# Hinajana
Hinajana – nazwa „hīnayāna” (sanskr. हीनयान; chiń. xiaosheng 小乘, kor. sosŭng 소승, jap. shōjō, wiet. tiểu thừa) oznacza Podrzędny Pojazd, Gorszy Wóz, Niższy Wóz (według Pali Text Society: hina = 1. gorszy, niższy, 2. pozbawiony), choć często tłumaczy się tę nazwę jako Mały Wóz. Termin ten został nadany kilku szkołom spośród wczesnych szkół buddyjskich przez ich oponentów ze szkoły mahāsaṃghika na II soborze w Vesali (lub Vaishali, Wajśali) za panowania króla Kalasoki około roku 386 p.n.e.
Zgodnie z tekstami mahajany, istniało kilkanaście (różne źródła podają osiemnaście albo dwanaście) szkół określanych wspólnym mianem „hinajana”. W buddyzmie tybetańskim przekazywane są nadal poglądy filozoficzne dwóch szkół hinajany: sautrāntika i wajbaszika. Obie wywodziły się z sarvāstivādy i nie były powiązane ze szkołą theravady. Wymieniane są obok szkół madhyamika i cittamatra (jogaczara) należących do mahajany.
Szkoły hinajany określało się również mianem śravakajana i pratjekabuddajana. Nazwa ta wywodziła się z ideału śravaka – kogoś, kto pragnie własnego oświecenia, przeciwstawianego ideałowi bodhisattvy.
Nazwa hinajana współcześnie jest używana jako określenie podstawowego poziomu nauk buddyjskich przez tradycje mahajany. Nieprzerwany przekaz nauk dawnych szkół hinajany istnieje nadal m.in. w buddyzmie tybetańskim, który jest „buddyzmem Trzech Pojazdów”: hinajany, mahajany i wadżrajany”, gdzie przekazy hinajany istnieją obok przekazów mahajany w trzech zbiorach kanonu Sutr, Vinaji, Abhidarmy zawartych w Kandziurze. Przekaz hinajany stanowi tam podstawę i rdzeń nauk buddyjskich oraz odniesienie dla nauk mahajany – więcej czytaj w artykule Hinajana w buddyzmie tybetańskim. Podobnie w pozostałych współczesnych tradycjach buddyjskich nauki związane z poziomem hinajany stanowią fundament dla charakterystycznych dla danej szkoły nauk i metod.
Zgodnie z postanowieniami zjazdu World Fellowship of Buddhists w Colombo (Sri Lanka) z 1950 roku oraz VI Synodu Buddyjskiego w Rangunie – nazwa „hinayana” w odniesieniu do szkół współczesnego buddyzmu nie powinna być używana. Natomiast jeżeli chodzi o styl nauczania współczesnych nauczycieli różnych tradycji niezwiązanych z theravadą, stosowanie terminu „hinajana” nie w odniesieniu do nauk szkoły therawady, lecz wobec śrawakajany i pratjekabuddajany jest bardzo pomocne, ponieważ nadaje kontekst naukom z poziomu bodhisattwajany.
Współcześni buddyjscy mistrzowie tradycyjnie wierzą tylko w późną madhjamakę, tak jak w tybetańskich naukach lamrim, stopni na ścieżce. Tymczasem obecnie historycy odkrywają, że już wczesny buddyzm miał podobne poglądy, które mogły ulec zanikowi, np. zapiski Pyrrona z Elidy. Sautrantika nawet zaczyna zastanawiać w świetle najnowszej nauki, np. prac kogniwistycznych Donalda Hoffmana.

## Hinajana a współczesna szkoła therawada – nieporozumienia
Często mianem „hinajany” określa się, bądź to wszystkie szkoły w tradycji sthaviravada, bądź też współczesną szkołę theravada obecną głównie w Azji Południowo-Wschodniej. Jest to nazewnictwo niewłaściwe zarówno ze względów historycznych, jak też doktrynalnych. Poprawnie nazwa „hinajana” odnosi się obecnie do dwóch nadal istniejących przekazów nauk pochodzących ze szkół sthawirawada i sarwastiwada, które już nie istnieją jako autonomiczne tradycje.
Przekaz nauk szkoły sthawirawada kontynuowany jest obecnie w ramach współczesnej szkoły therawada. Natomiast przekaz szkoły sarwastiwada, która w średniowieczu cieszyła się popularnością w Kaszmirze, dotarł do Tybetu i funkcjonuje w ramach szkół buddyzmu tybetańskiego – chodzi tutaj o przekaz winaja, czyli klasztornej dyscypliny oraz o dwa systemy filozoficzne kojarzone ze szkołami sautrantika oraz wajbaszika, które w prostej linii wywodzą się z sarwastiwady i nie są nauczane w ramach szkoły therawada.
Całość nauk przekazywanych w ramach szkoły therawada wykracza poza klasyczne ramy hinajany, jak się ją rozumie według klasyfikacji mahajanistycznych. Można zauważyć, że w szkole therawady fundamentalne są nauki dotyczące Czterech Niezmierzoności (miłość, współczucie, współradość, bezstronność), które to stanowią istotną zasadę mahajanistycznej bodhiczitty, a fragmenty Metta Sutty wskazują na postawę bliską ideałowi bodhisattwy, który dąży do oświecenia z życzeniem przynoszenia pożytku wszystkim istotom:

(...)
Niechaj wszystkie istoty które żyją; niedołężne, silne czy jakiekolwiek inne,
długie czy duże, średnie, krótkie czy małe, widzialne i niewidzialne, żyjące daleko i tuż obok, narodzone czy mające przyjść na świat – niechaj wszystkie istoty będą szczęśliwe i mają się dobrze.
Niech się nie umniejsza niczyjej wartości i bez powodu uważa kogoś za gorszego.
Niech się nie sprawia przykrości innym będąc prowokowanym przez gniewne i awersyjne usposobienie.
Niczym matka troszcząca się o życie swojego jedynego syna,
takie samo nastawienie należy rozwijać wobec wszystkich istot, bez wyróżniania.
Rozwijaj pełną miłości dobroć względem wszystkich istot, bez rozróżniania, czy to w górze, czy u dołu, czy w środku, bez przeszkód, nienawiści, czy wrogości.
(...)

W szkole therawady mówi się o czterech rodzajach motywacji towarzyszącej praktyce. W rosnącej kolejności są to następujące postawy: (1) ani dla własnego pożytku, ani dla pożytku innych, (2) dla pożytku innych, ale nie dla własnego pożytku, (3) dla własnego pożytku, ale nie dla pożytku innych, (4) dla własnego pożytku i dla pożytku innych. Ta ostatnia motywacja jest tożsama z mahajanistyczną postawą bodhisattwy.
Specjalista w dziedzinie filozofii buddyjskiej i konfucjańskiej, pochodzący z Austrii profesor Volker Zotz (Uniwersytet Wiedeński, Ryukoku University, Otani University, Uniwersytet w Luksemburgu) zauważa, że „dzisiejsza therawada wchłonęła pewne elementy mahajany”.
Niemiecki buddolog Manfred Seegers (Karmapa International Buddhist Institute) napisał: „(...) pojęcia Therawada i Hinajana nie pokrywają się, ponieważ treści Therawady są w dużym stopniu tożsame z Mahajaną. Różnica polega tu głównie na charakterze samej praktyki.”.
Lama Ole Nydahl podkreślił: „Jeżeli chodzi o nauki Małej Drogi (hinajany), czy też ślubowania mnichów i mniszek, służą one odnoszeniu pożytku dla samego siebie. Natomiast therawada jako określenie wspólne dla wszystkich południowych buddyjskich szkół, a nie jako przeciwieństwo Wielkiej Drogi (mahajany), w którym to znaczeniu używa tego terminu większość tybetańskich uczonych, zawiera, o ile wiem, również pojęcie współczucia”.
Nieporozumienie związane z myleniem szkoły therawady z poziomem nauk hinajany próbował również wyjaśnić XIV Szamar Rinpocze, znamienity lama z tybetańskiej szkoły karma kagyu: „Nie mówimy, że buddyści ze Śri Lanki, Birmy i Tajlandii praktykują gorszą ścieżkę. W buddyzmie istnieją pewne praktyki zwane śrawakajana, pratjekabuddajana i bodhisattwajana. One mogą istnieć wszędzie. Nie twierdzimy, że buddyzm w waszym kraju istnieje tylko na tej najniższej ścieżce.”